# حزب شوريا
حزب شوريا (بالسريانية: ܫܘܖܝܐ) هو منظمة سياسية آشورية أنشئت في 25 يوليو 1978 في لبنان، عندما كانت البلاد في منتصف الحرب الأهلية.
يتألف الحزب من «فلاسفة أحرار» من أصول كنسية شرقية مختلفة، يرون أنفسهم أشوريين. يصر الحزب على أنه غير ملزم بأي كنيسة. ويشدد على تمثيل جميع المسيحيين الشرقيين والحفاظ على لبنان المسيحي. منذ تأسيسه، عمل بشكل وثيق مع مؤسس وقائد ميليشيا القوات اللبنانية بشير الجميل، حيث يرى نفسه مرتبط بنضال ومصير جميع المسيحيين اللبنانيين.
أسس الحزب مجلته الخاصة في لبنان في الثمانينيات أطلق عليها اسم «شوريا». كما افتتح الحزب برنامجه الإذاعي الخاص المسمى صوتي على موجة راديو FM.
يدعم الحزب تشكيل دولة آشورية في الوطن الآشوري، فيما يعرف اليوم بشمال العراق. مصطلح «شوريا» يعني «البداية».

## روابط خارجية
- Der VGH Kassel über Aktivitäten und Bedeutung der „Shuraya“
- www.shuraya.de.vu نسخة محفوظة 10 يناير 2006 على موقع واي باك مشين.
- www.lebanese-forces.com